# Erika Franziska Werneck
Erika Franziska Werneck, née en 1947 à Landshut, est une journaliste, professeure d'université et chercheuse brésilienne. Sa carrière est particulièrement marquée par son travail de reporter à Globo Ciência (pt), qui lui vaut le Prix José Reis en 1991. Elle est professeure de journalisme scientifique à l'Universidade Federal Fluminense (en) de 1973 à 1997.
Werneck naît en Allemagne mais déménage avec sa famille au Brésil lorsqu'elle a sept ans. Diplômée de journalisme, elle détient une maîtrise et un doctorat en communication scientifique de l'Université fédérale de Rio de Janeiro.
Elle travaille à la Rádio Nacional, à la Central Brasileira de Notícias, à la TV Educativa (pt) et à Rede Globo. Elle est reporter de Globo Ciência de 1986 à 1991. Elle est aussi élue à la tête du Centre de diffusion de la science et technologie de la Fundação Carlos Chagas Filho de Amparo à Pesquisa do Estado do Rio de Janeiro (pt),.